# 국제주의노동자전국협의회
국제주의 노동자 전국 협의회 (国際主義労働者全国協議会, NCIW  )는 혁명적 공산주의자 동맹 (혁공동) 계의 일본의 신좌파 당파이다. 통칭은 노동자의 힘. "에코 사회주의"를 내건다.
1989년 제 4 인터내셔널 일본 지부에서 분열되어 제 4 인터내셔널 일본 지부 전국 협의회 (전국 협의회 회파) 가되고, 1991년에 국제주의 노동자 전국 협의회 (NCIW)로 개칭했다.
2020년에 이 단체와 일본 혁명적 공산주의자 동맹 (JRCL)로 구성된 '제4인터내셔널 일본 협의회'가 제4인터내셔널 관리국으로부터 일본 지부로 승인을 받았다.
- 지도자 :오다
- 기관지 잡지 : 「노동자의 힘」(현재는 정간, 일본 혁명적 공산주의자 동맹 (JRCL)의 기관지 「가교」를 공동 편집하고있다.)
- 활동 거점 : 노동자의힘 사( 도쿄도 다이토 구 )

## 개요

### 결성 경위
1989년 9월 제 4 인터내셔널 일본 지부 (4인터 일본 지부)에서 제 4 인터내셔널 일본 지부 전국 협의회 (전국 협의회 회파)로 분파했다. 노동자의 힘은 자신들을 4인터 일본 지부의 분파라고 했다. 그러나 1991년 넷째 인터 일본 지부가 제 4 인터내셔널의 제 13 회 세계 대회에서 지부의 여성 차별 문제 등을 이유로 지부 자격을 박탈 당하고 말았다. 80년대 후반부터 분파가 잇 따랐고, 지부는 지부 자격 박탈 이후 일본 혁명적 공산주의자 동맹 (JRCL)로 개칭하고 결국 4인터 일본 지부는 소멸 해 버렸다. 전국 협의회 회파도 이에 따라 1991년에 현재 이름으로 개칭하고 자체 규정도 4인터 일본 지부의 '분파'에서 제 4 인터내셔널의 '동조 조직 "이라고 변경했다.
이후 국제 조직의 제 4 인터내셔널 (통일 서기국 파)의 지지 그룹 (동조 조직)으로 1995년 제 14 회 세계 대회 이후 세계 대회에 참가하여 제 4 인터내셔널 일본 지부의 재건을 목표로 있었다.
기존의 일본 지부 및 JRCL이 민주 집중제 에 따라 "중앙위원회"를 형성하고있는 반면, '노동자의 힘'그룹은 '민주 집중제는 스탈린주의 와 관료주의의 온상'이라하며 " 중앙위원회"가 아니라'전국 협의회'라는 조직 형태를 취하고있다.

### 활동
주로 기관지의 발행과 제 4 인터내셔널 세계 대회에 참석하고있다. 4인터 일본 지부의 재건을 목표로하는 움직임도 있다. 활동의 거점은 유일하게 도쿄 와 도호쿠 지방이다. 그러나 활동가들은 곳곳에 있는 상태에서 조직으로 집단적인 행동을 할 상황은 아니다. 동북 지방에서 활동하는 회원은 동북 전노협 과 덴츠 노조, 미야기 합동 노조 등 중심적인 역할을 담당하고있는 것처럼 보인다. 2007년 제 21 회 참의원 의원 통상 선거 에서는 비례에서 야마우치를 도쿄도 선거구에서 카와다 류헤이 을 지지했고 호헌을 주장하는 정당 · 후보자에 대한 투표를 호소했다. 2004년 12월 성희롱 문제를 계기로 도쿄 대학 대학원 교수의 사사키를 당에서 제명했다. 여성 차별 문제는 이 그룹에 있어서는 여전히 존재하고 있다는 것을 짐작하게 하는 사건이었다 ( 「노동자의 힘」181 호 참조). 덧붙여서 사사키는 지금까지 이에 대한 자기의 잘못을 일절 인정하지 않는다. 2009년 9월 이후 자신의 기관지 발행을 포기하고 일본 혁명적 공산주의자 동맹 (JRCL)의 기관지 인 「가교」를 공동으로 편집 발행하는 스타일을 취하고있다.